# Донецький історико-краєзнавчий музей (Ростовська область)
Донецький історико-краєзнавчий музей (рос. Донецкий историко-краеведческий музей) – музей в місті Донецьку Повна назва: Муніципальна бюджетна установа культури "Донецький історико-краєзнавчий музей".

## Історія й опис
Донецький історико-краєзнавчий музей відкрито в серпні 2005 року до 50-річчя міста Донецька. Місто засноване донськими козаками в 1681 році як станиця Гундоровська. У 1955 році отримав сучасну назву по розташуванню на річці Сіверський Донець.

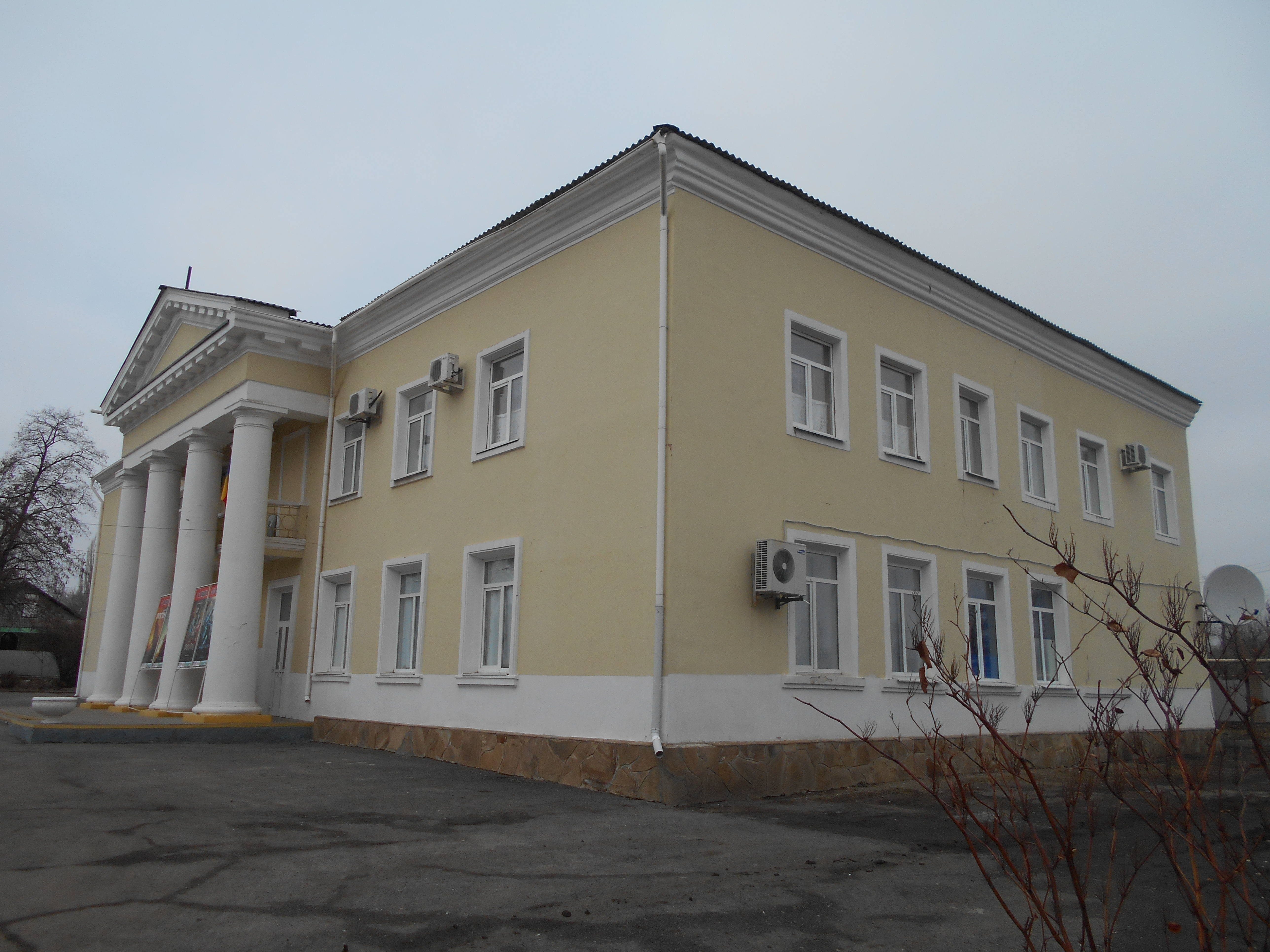
Донецький історико-краєзнавчий музей
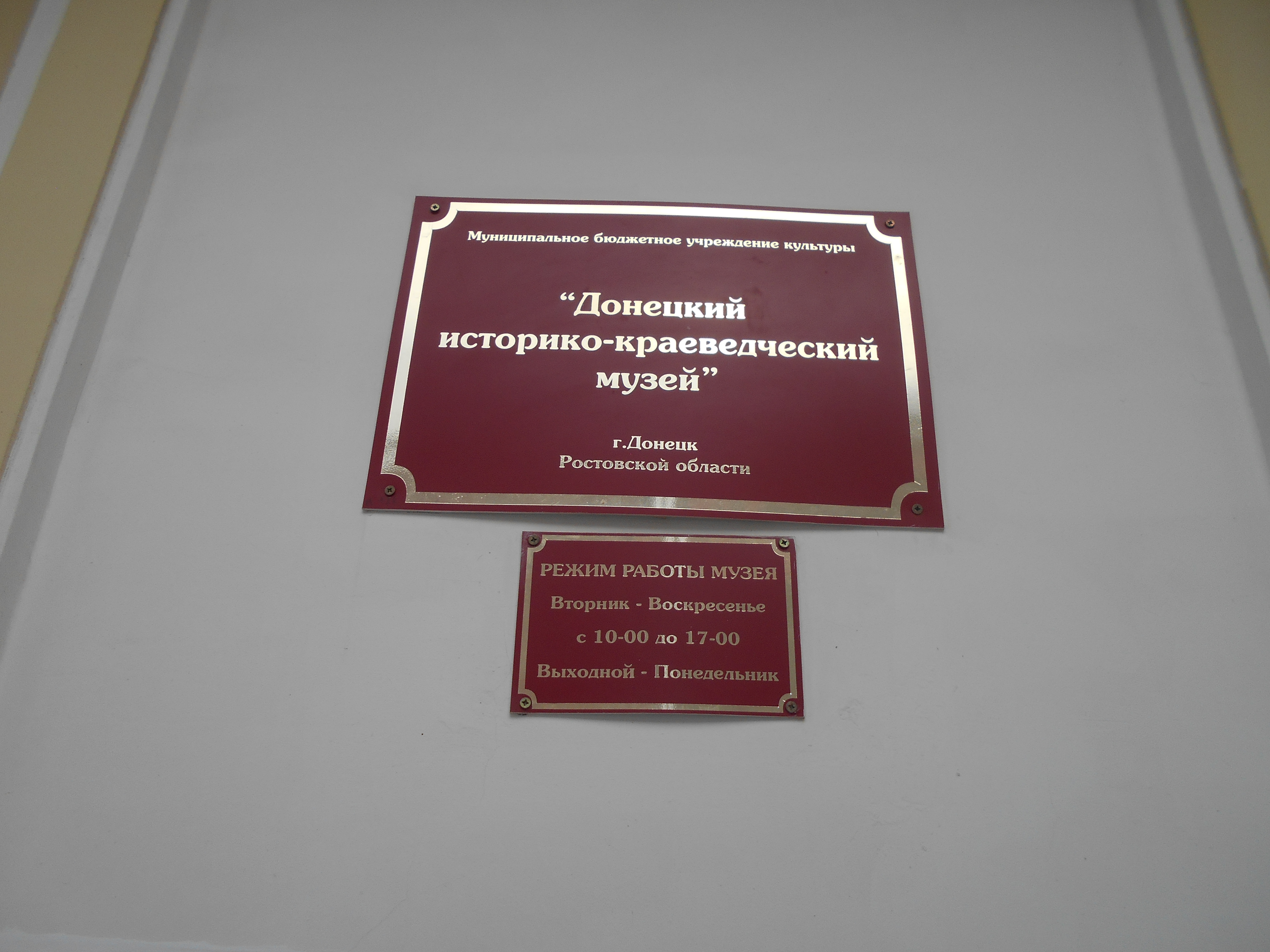
Табличка з написом
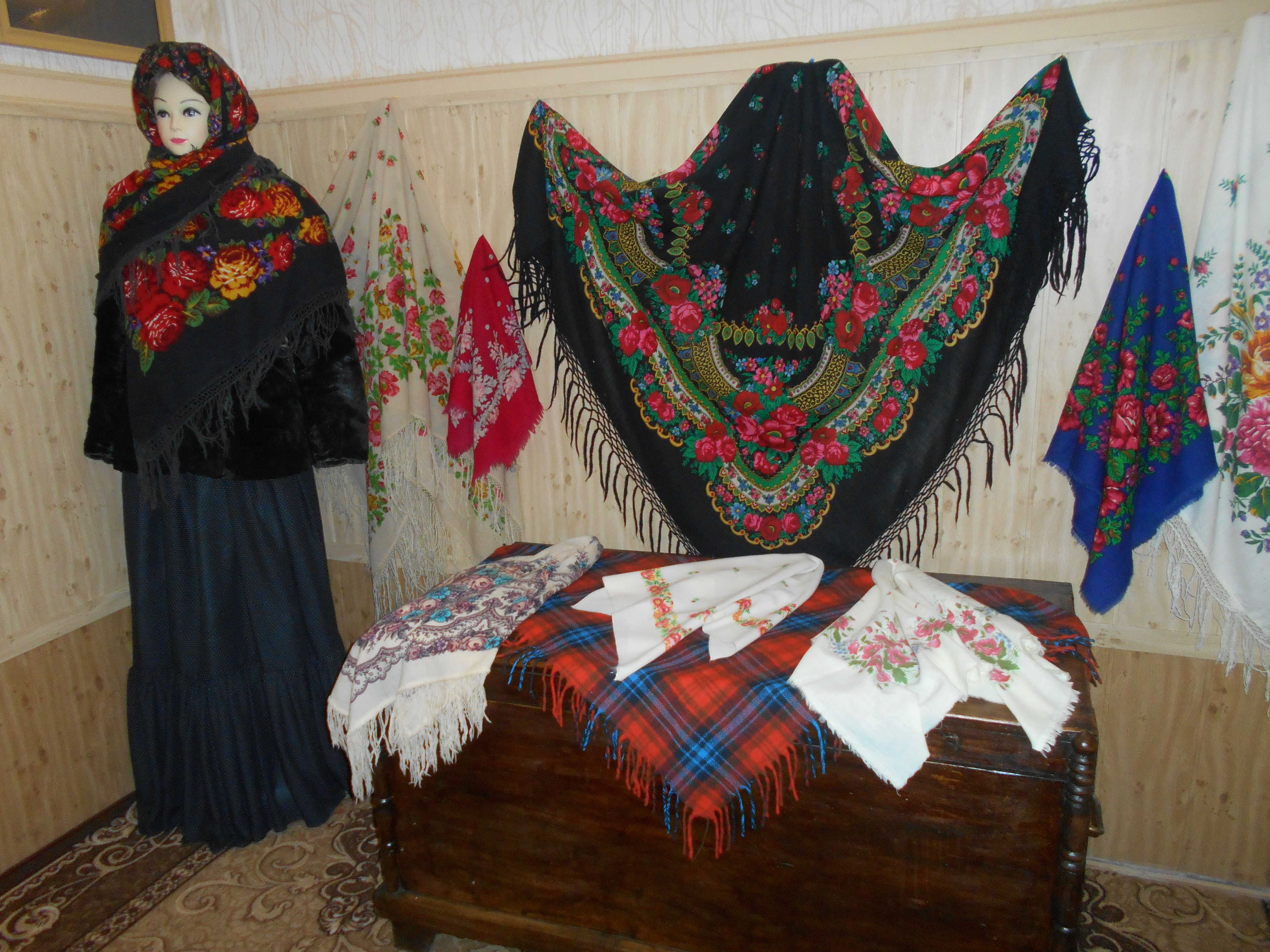
У музеї

Вся історія міста Донецька відображається в музеї.
Донецький історико-краєзнавчий музей складається з 9 експозиційних залів, в яких зібрані старовинні речі, фотографії, документи, книги, предмети побуту, належали донським козакам.
Зал «Бойова слава» присвячений іменами донеччан-фронтовиків, які брали участь на фронтах Другої світової війни, з іменами воїнів-інтернаціоналістів, загиблих в Афганістані. У вітринах представлені фотографії, нагороди, документи, особисті речі та інші предмети.
У залах "Козацький курінь" та "Козацький побут" представлені предмети козацького побуту кінця XVIII - середини XX століть (кухонне начиння, знаряддя праці, ручний млин). Особливий інтерес привертає домашній ткацький верстат XIX століття.
Зал «Космонавтика» знайомить з почесним жителем м. Донецька космонавтом Усачовим Юрієм Володимировичем. У залі представлені його особисті речі: робочий одяг, скафандр, шолом та ін. Усачов Ю.В. здійснив чотири польоту в космос, Герой Російської Федерації.
Промисловість міста, її історія зародження, розвиток і розквіт демонструється в залах «Машинобудування», «Легка промисловість», «Вугільна промисловість».
У залі «"Природа Донського краю"» експонуються опудала тварин: лисиця, заєць, єнот уссурійський, їжак. З птахів – качки, кулики, білий лебідь і багато інших.
З новими експозиціями, виставками, колекціями жителі та гості міста Донецька знайомляться в «Виставковому» залі музею.
У «Виставковому» залі проходять масові заходи музею: пізнавальні години, лекції, музейні уроки, презентації, тематичні та музичні вечори.

## Адреса
Музей розташований за адресою: Донецька область, м. Донецьк, проспект Миру, 21.

## Фотогалерея

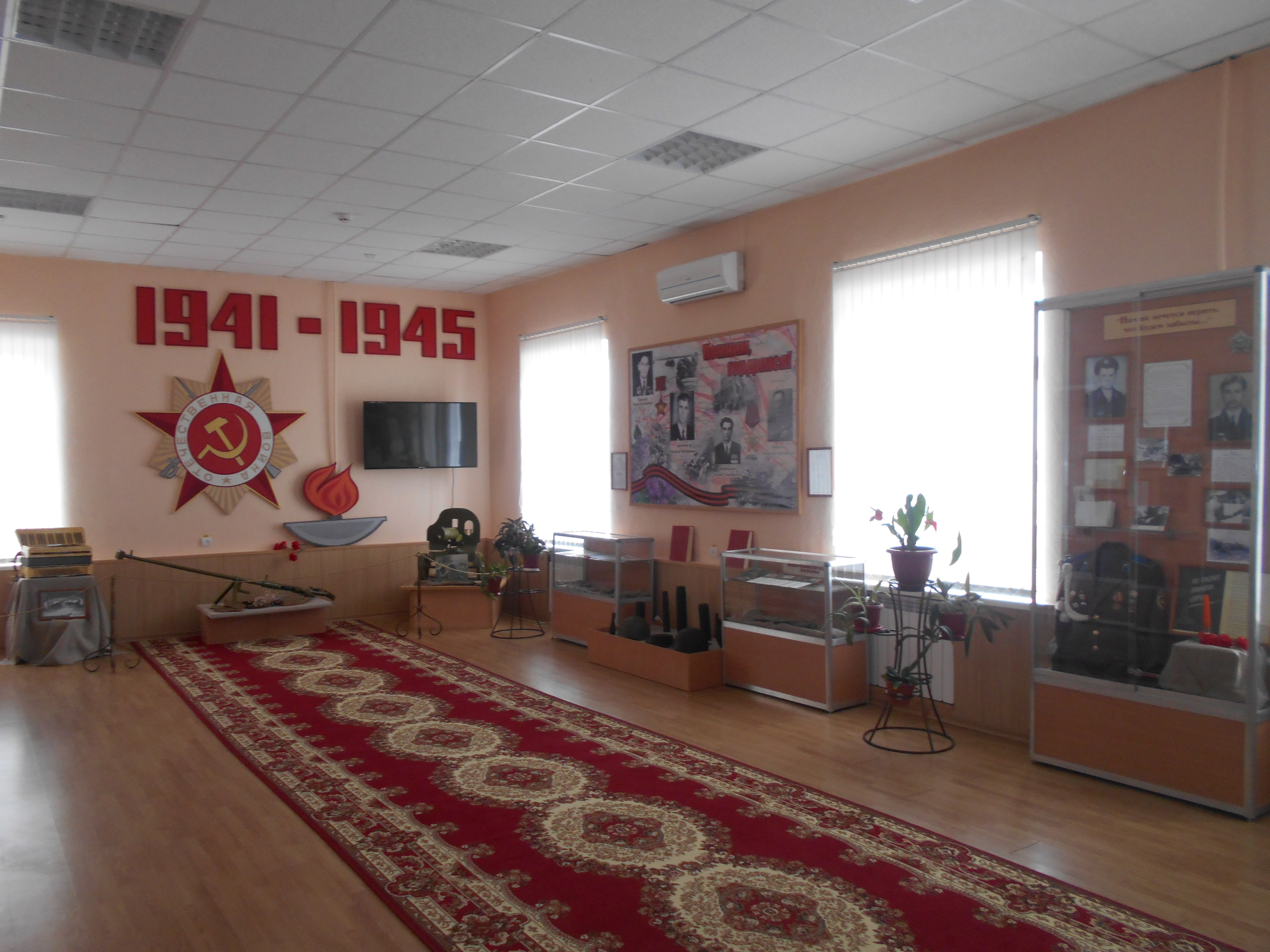
Зал «Бойова слава»
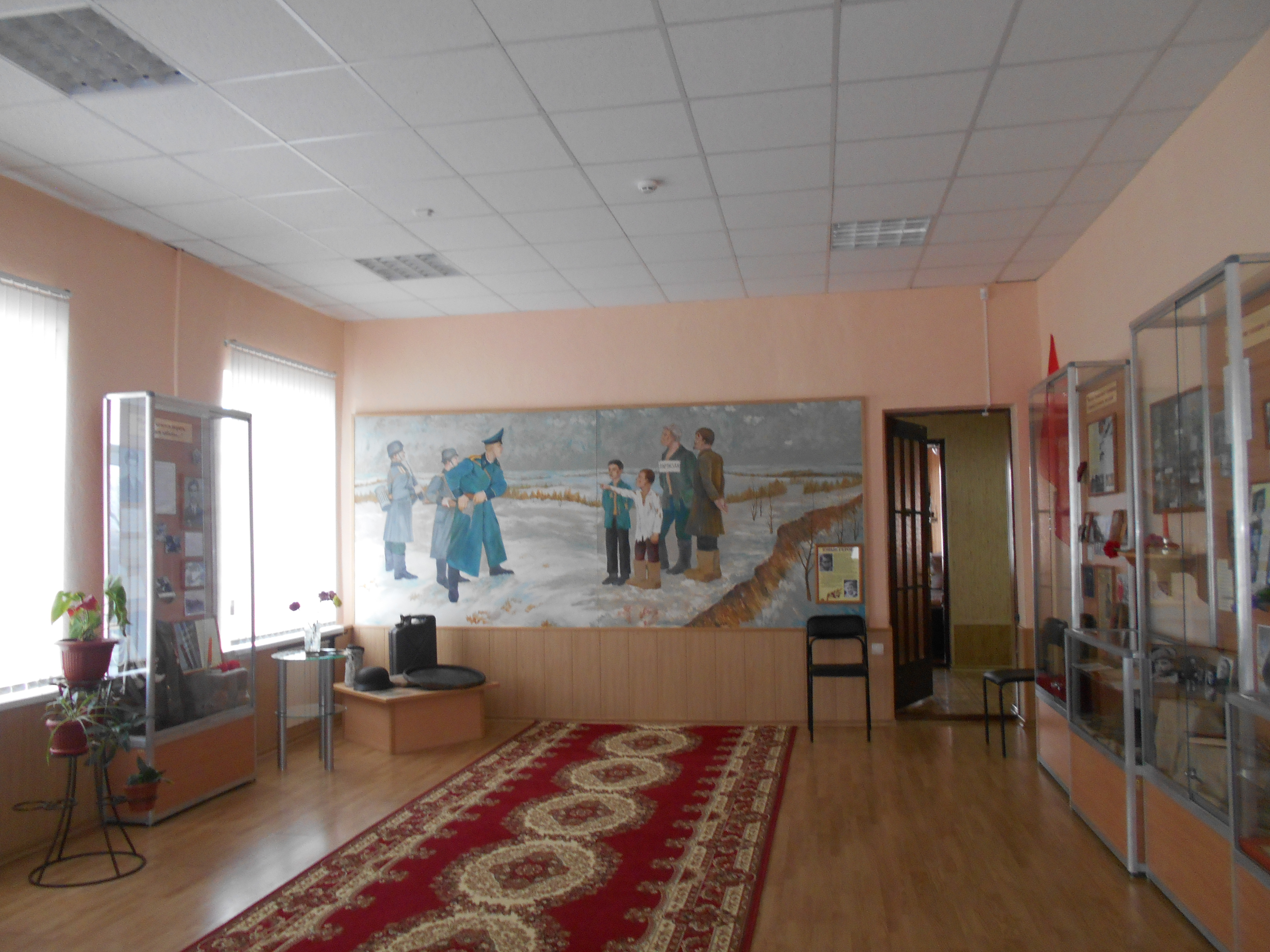
Зал «Бойова слава»
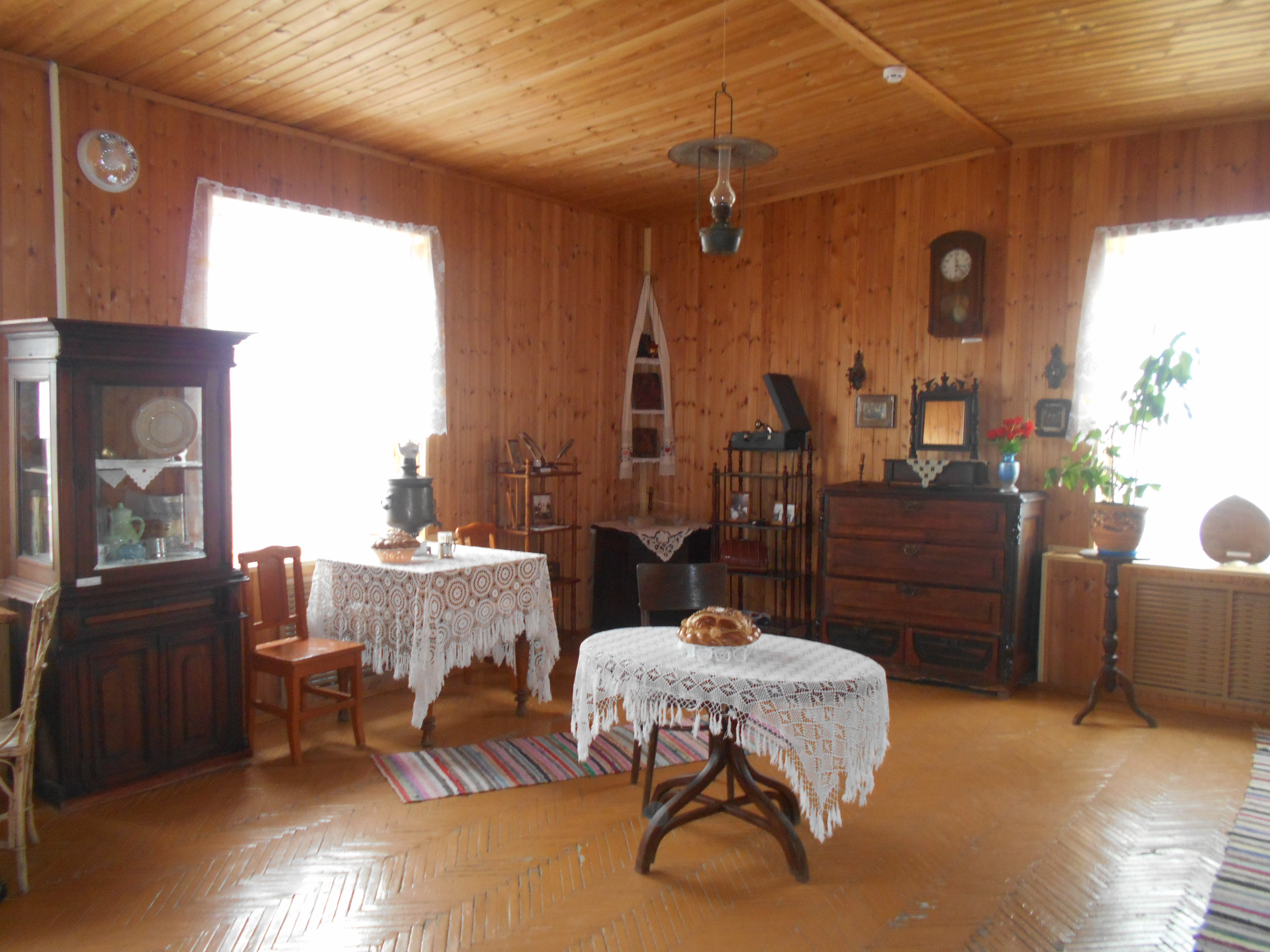
Зал "Козацький курінь"
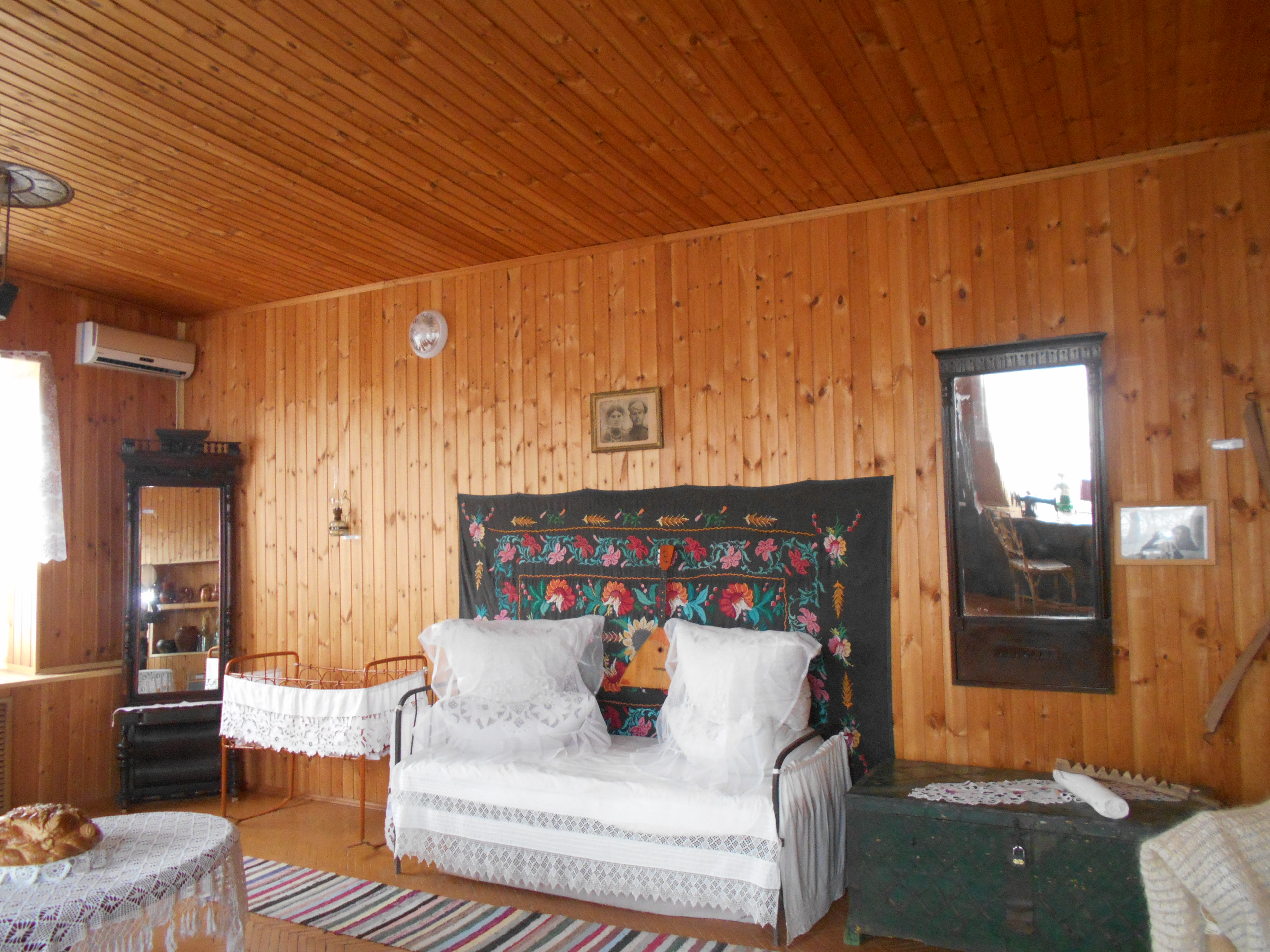
Зал "Козацький курінь"
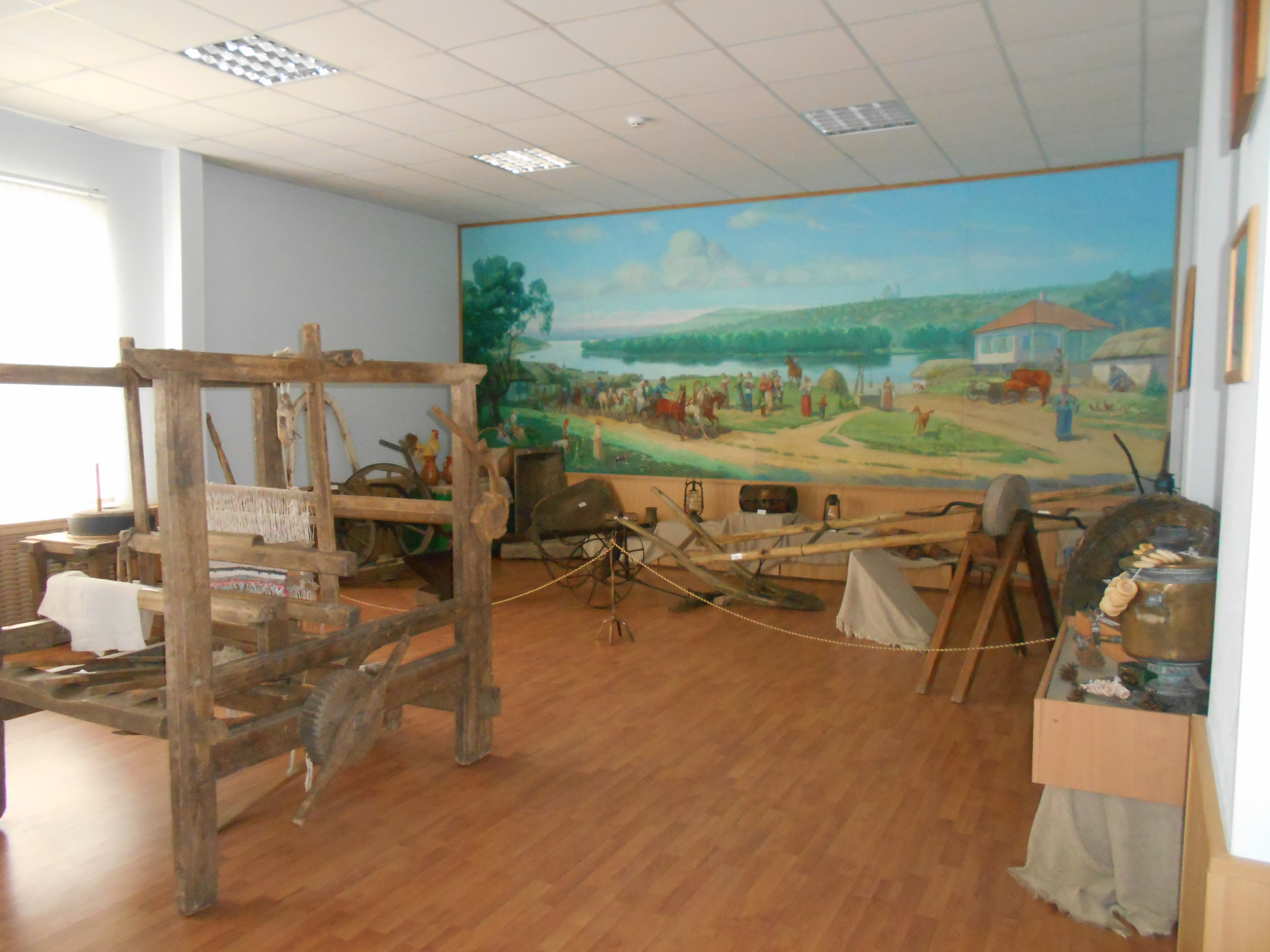
Зал "Козацький побут"
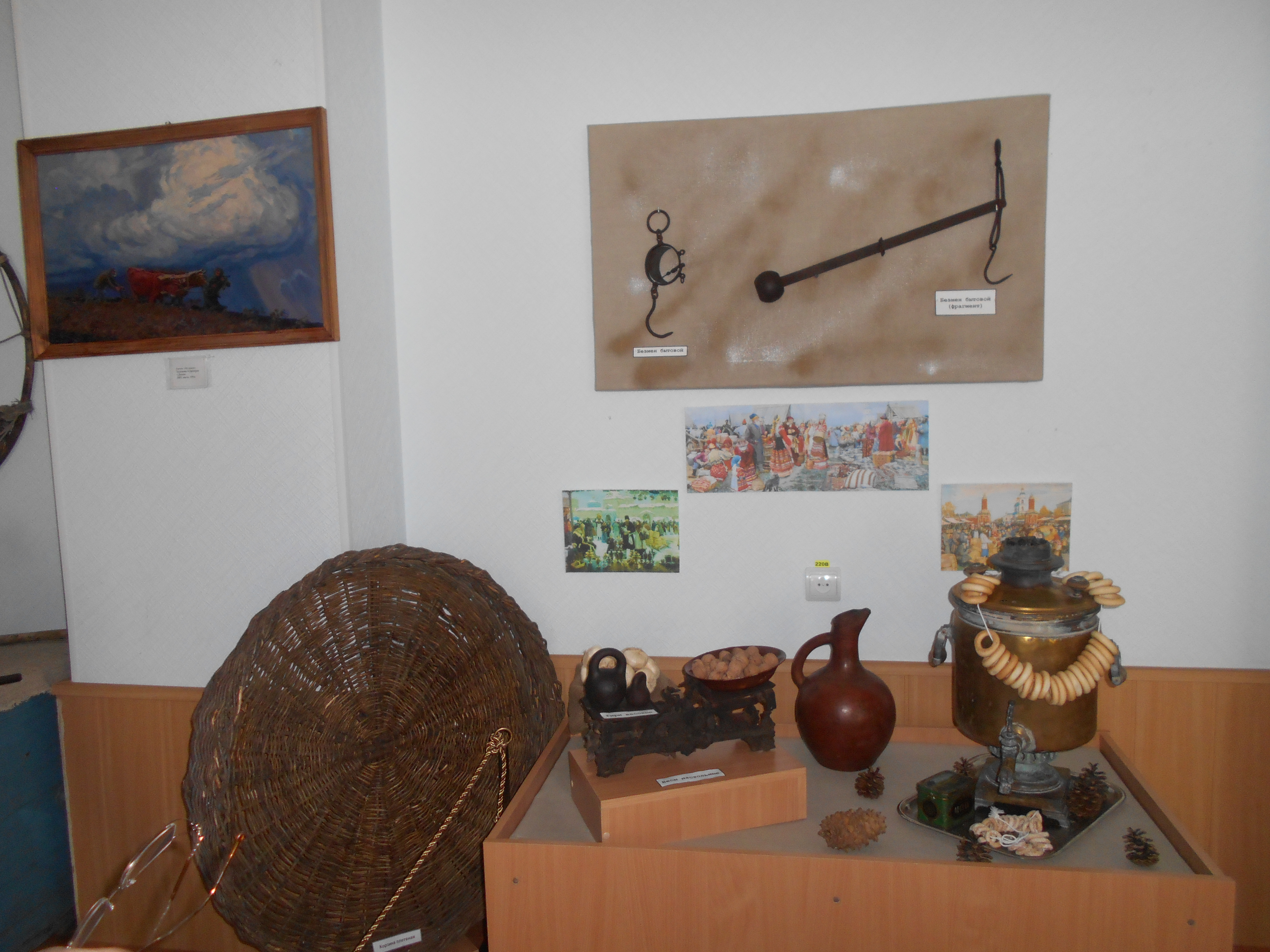
Зал "Козацький побут"
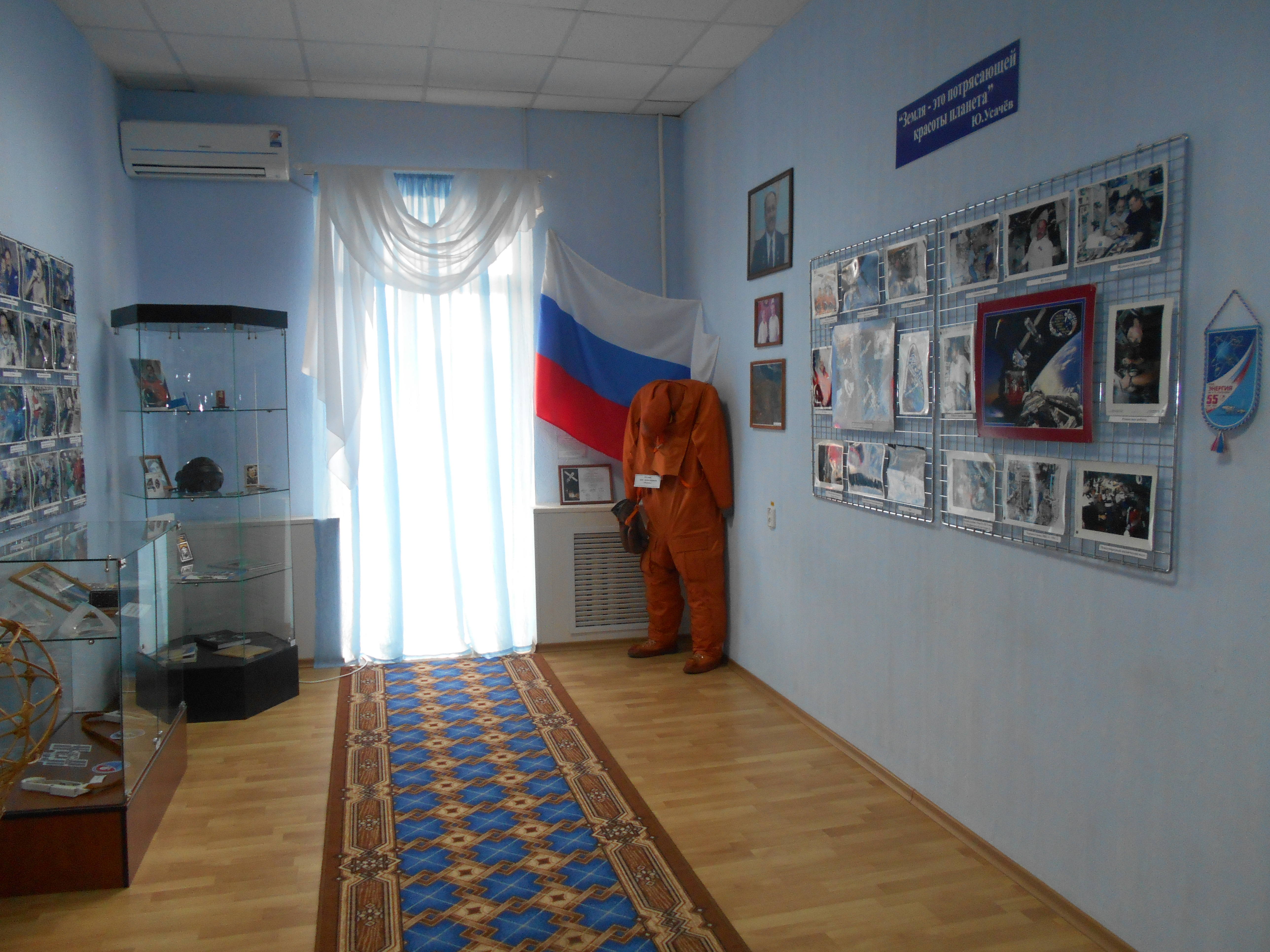
Зал «Космонавтика»
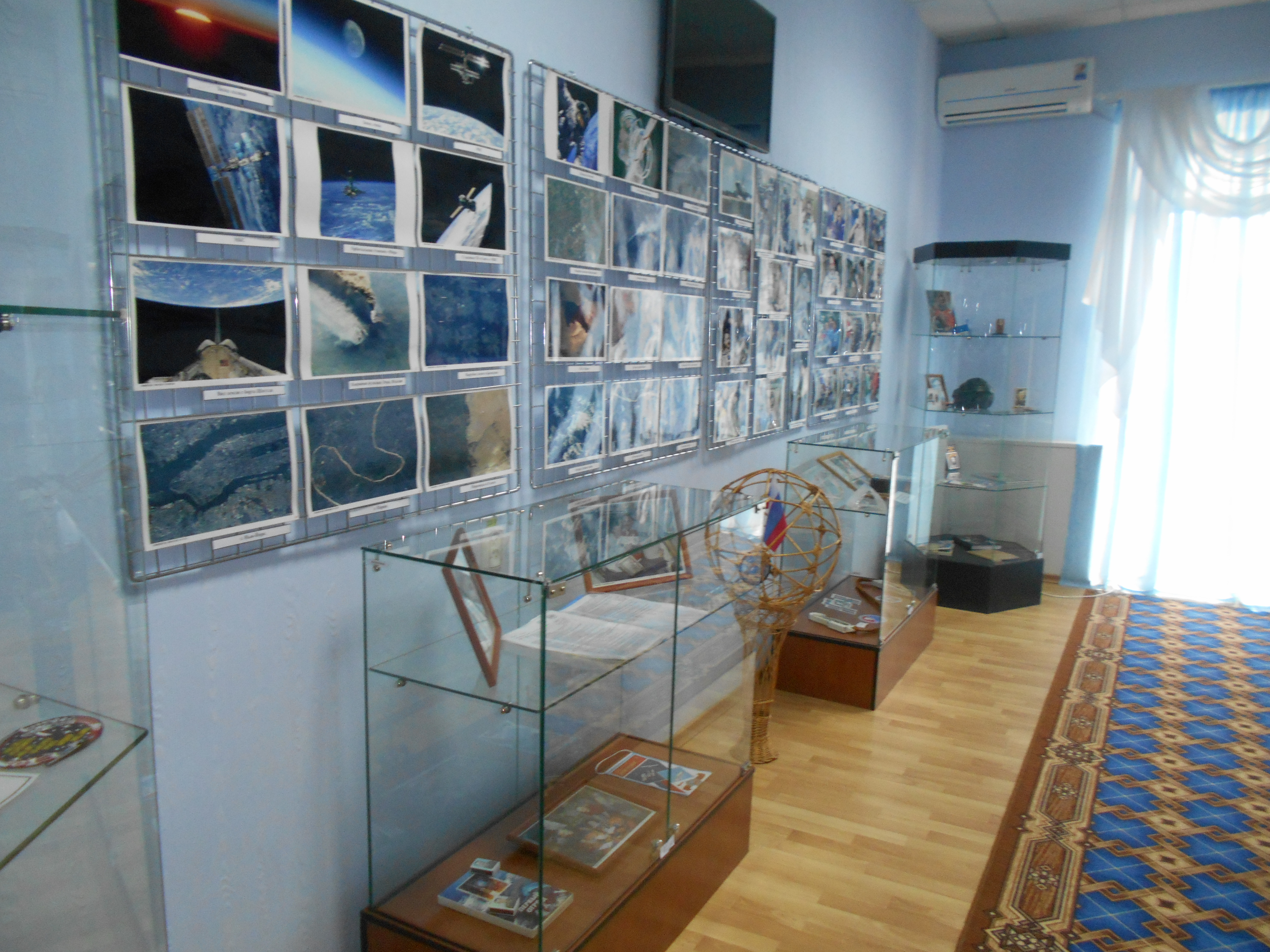
Зал «Космонавтика»
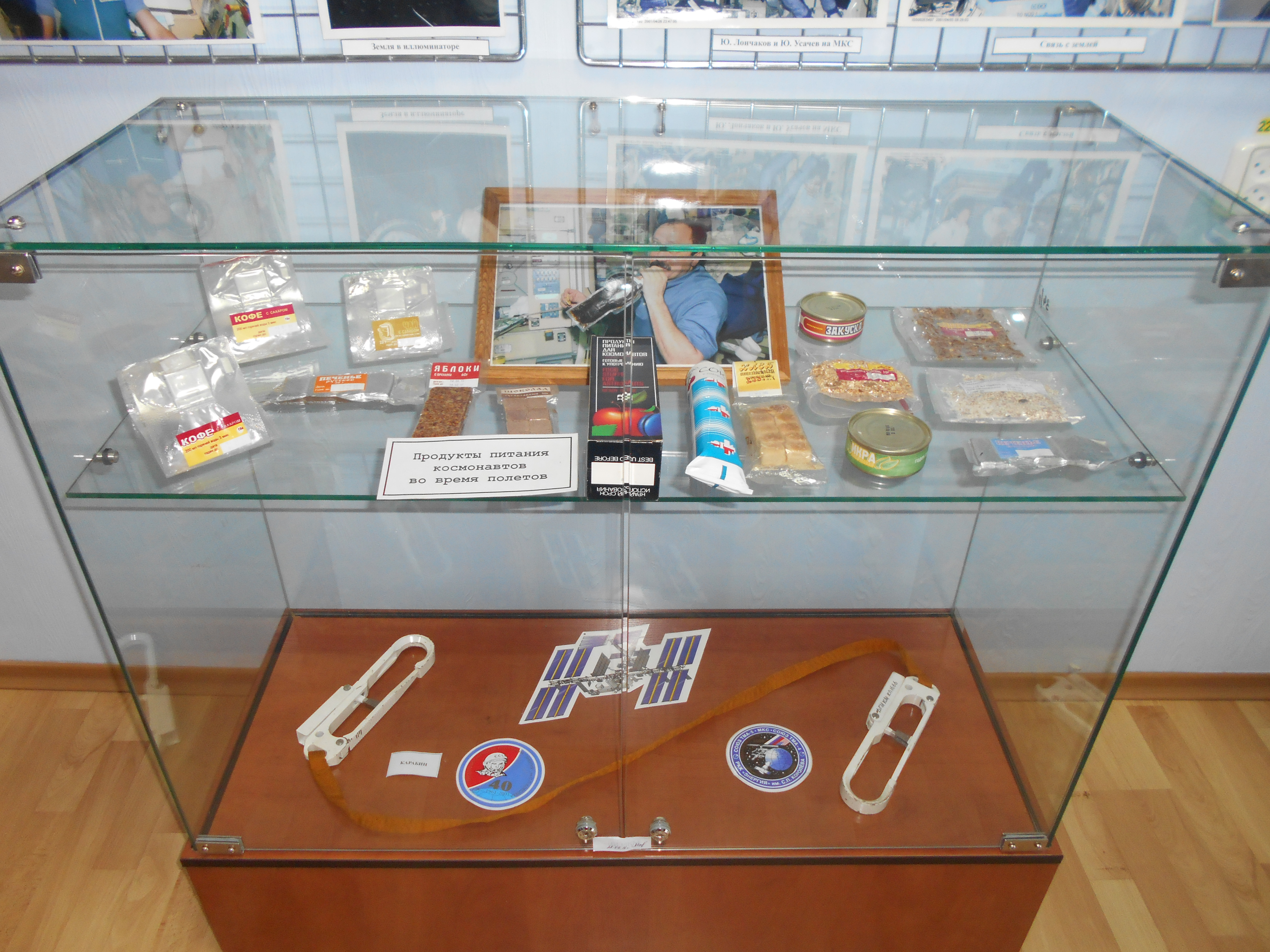
Зал «Космонавтика»
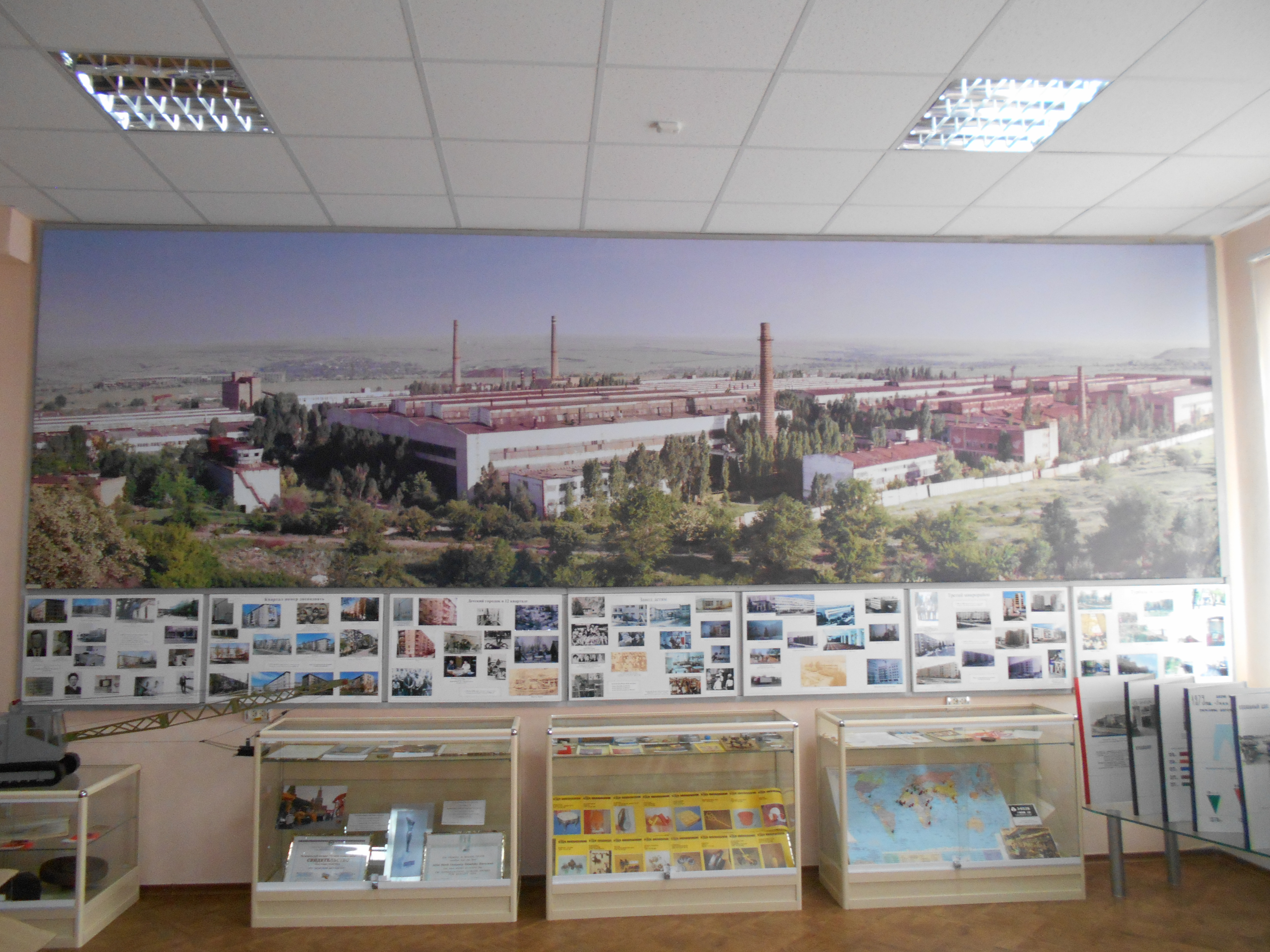
Зал «Машинобудування»
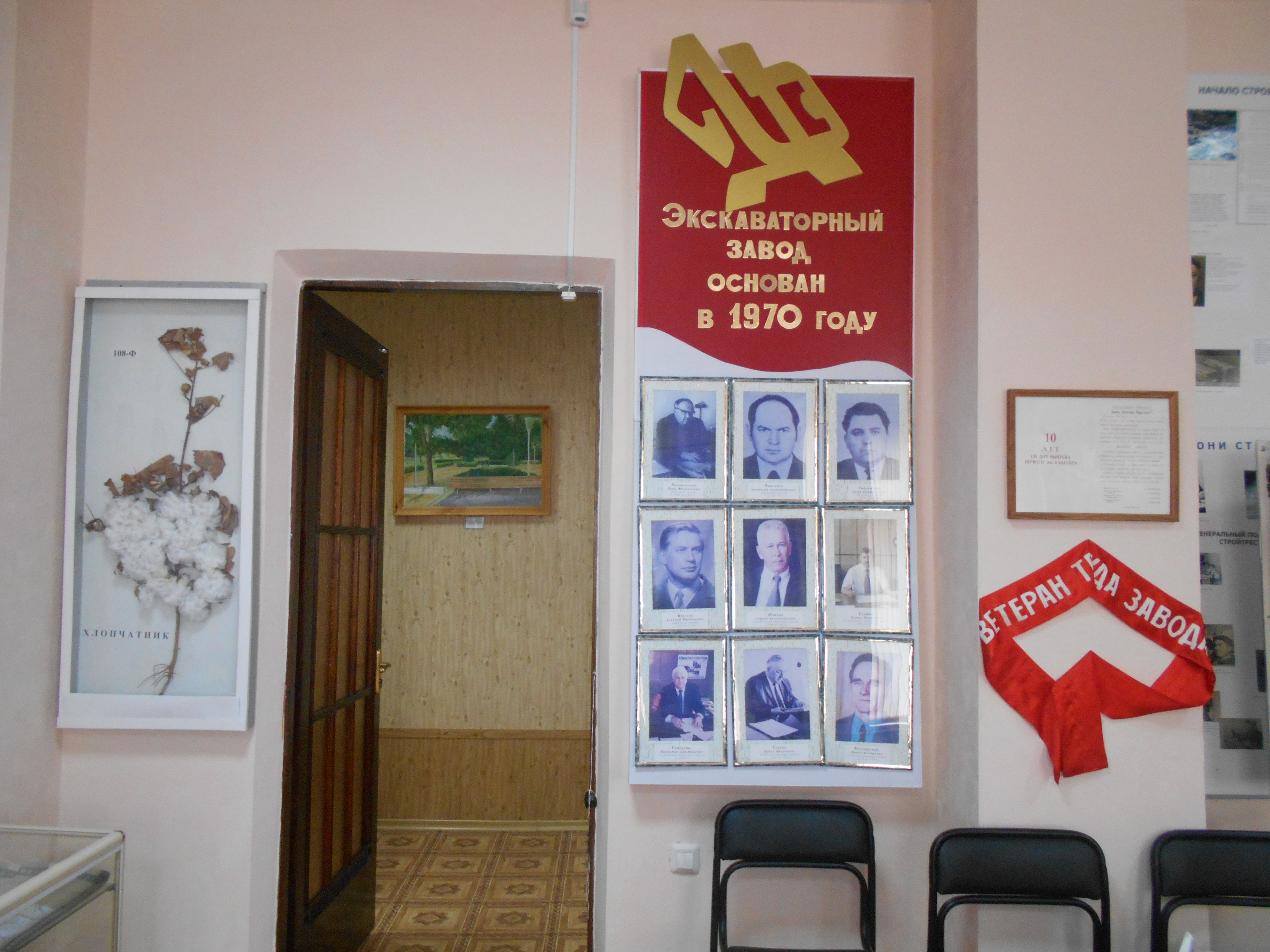
Зал «Машинобудування»
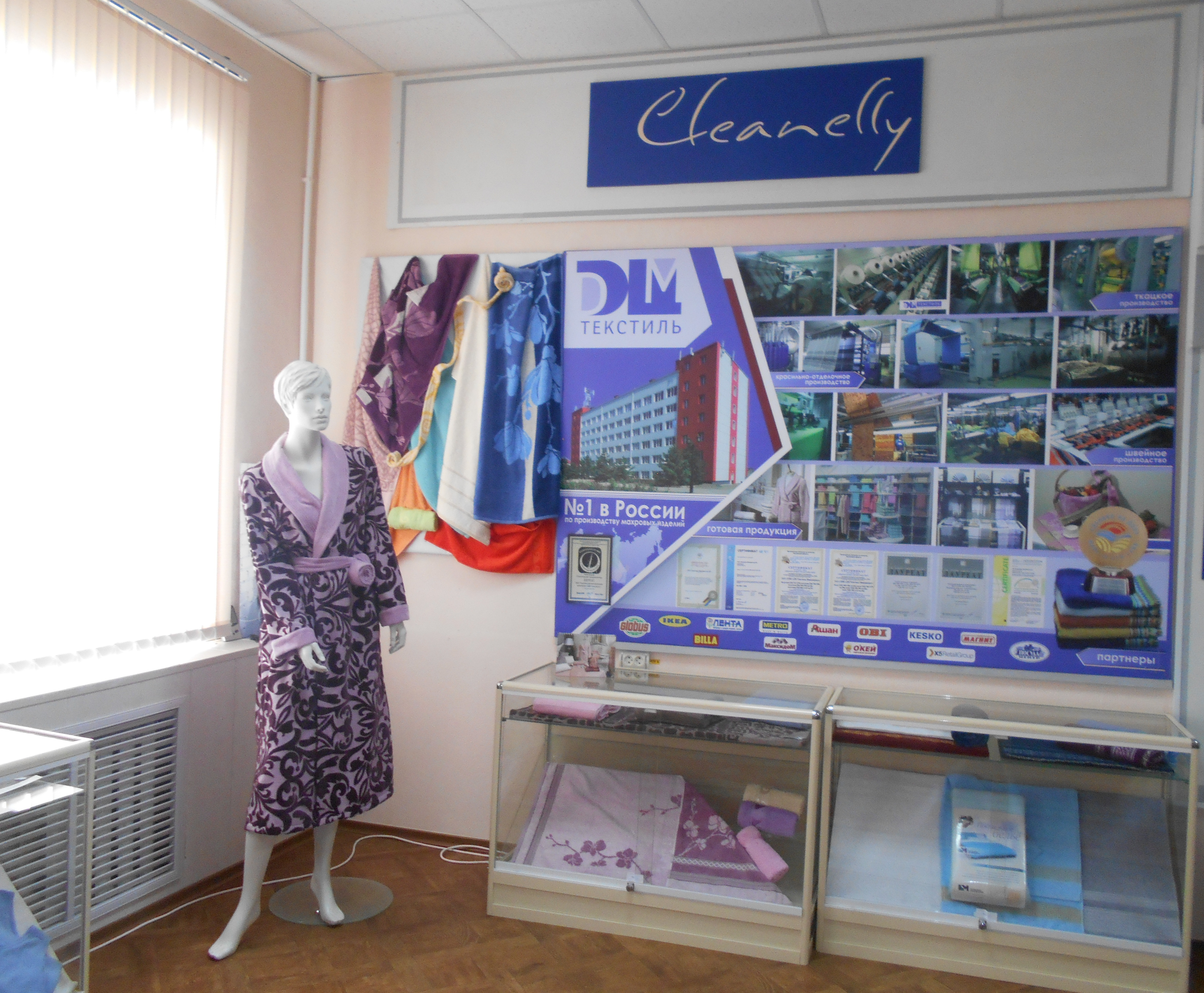
Зал «Легка промисловість»
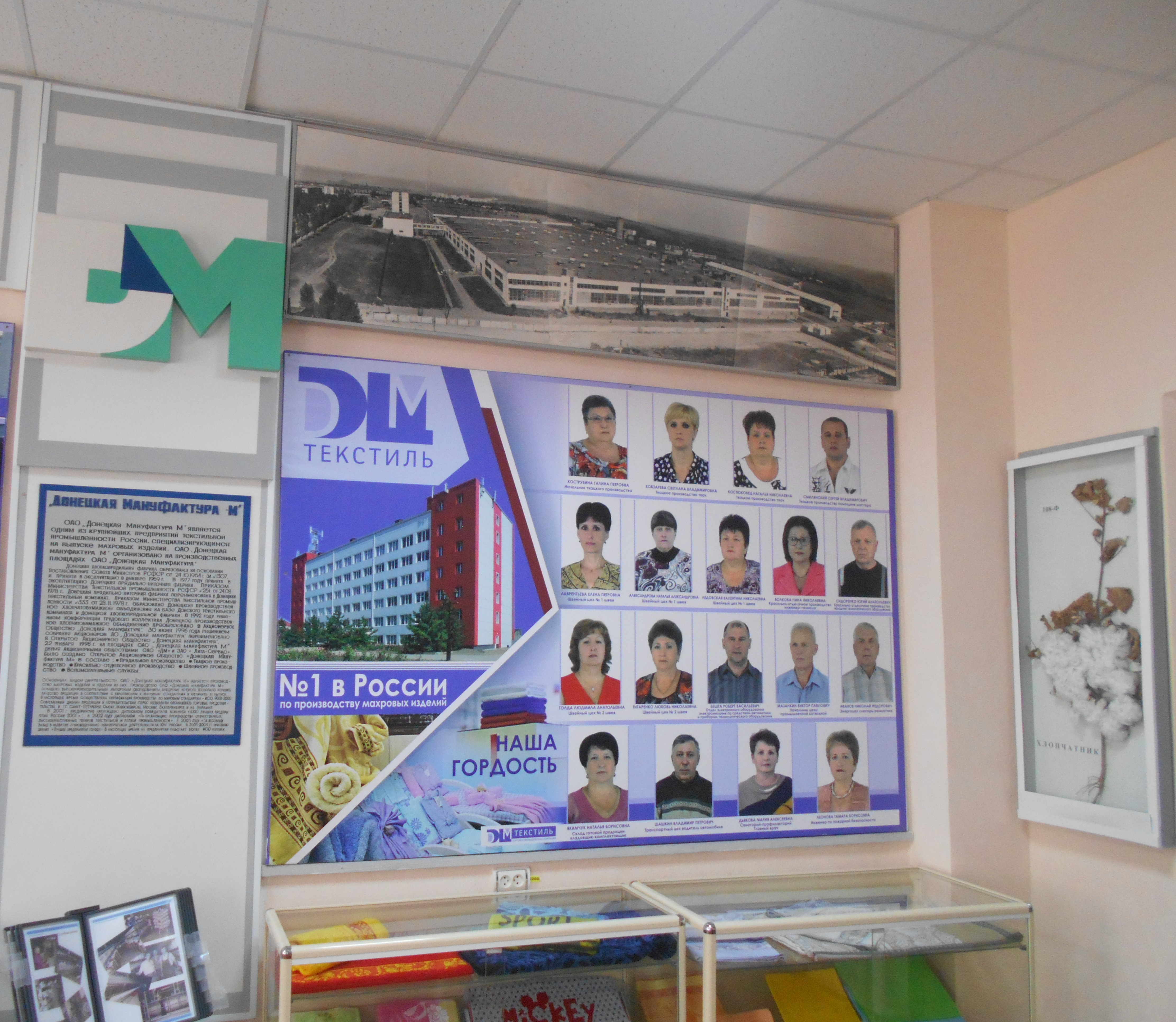
Зал «Легка промисловість»
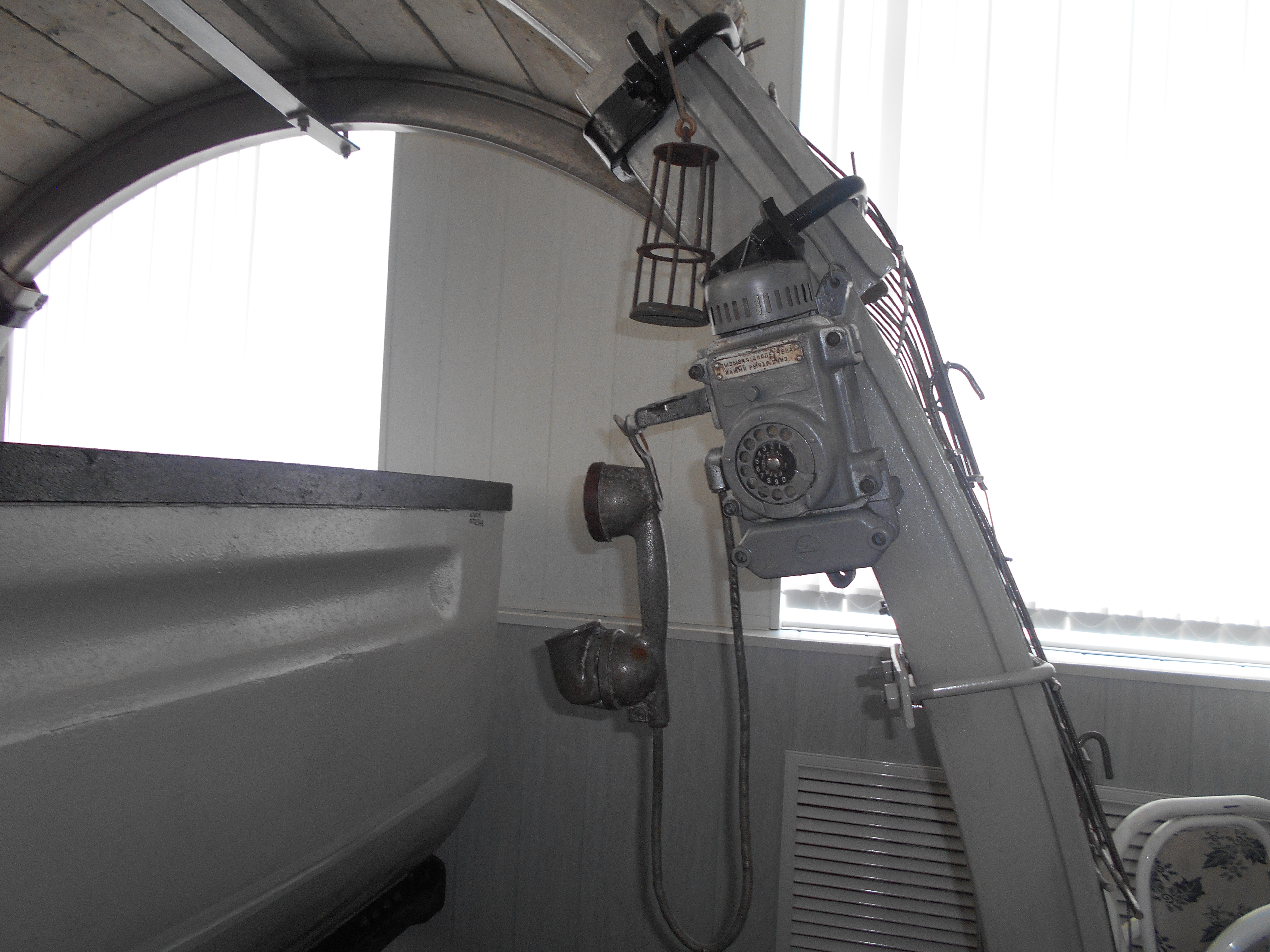
Зал «Вугільна промисловість»
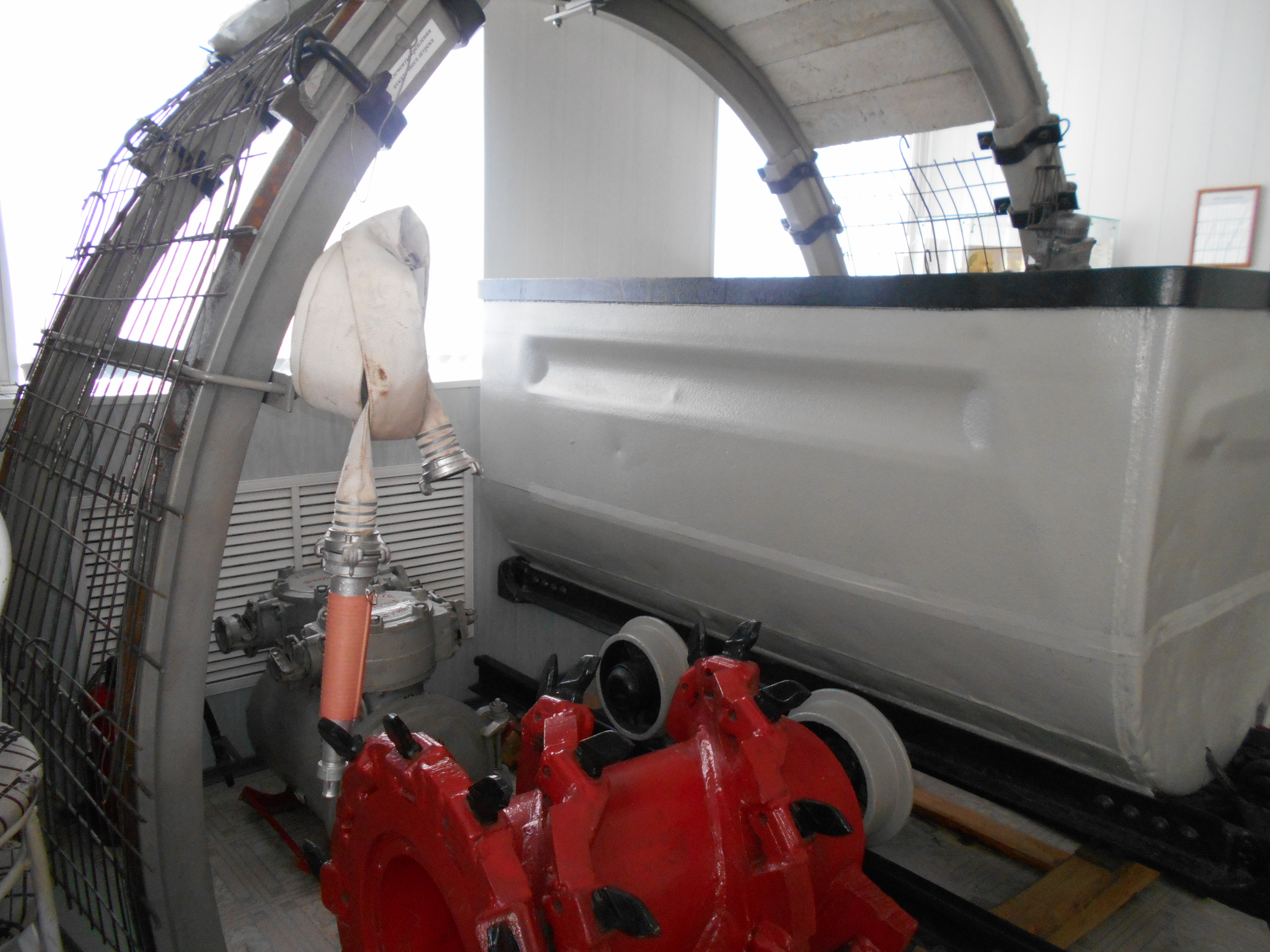
Зал «Вугільна промисловість»
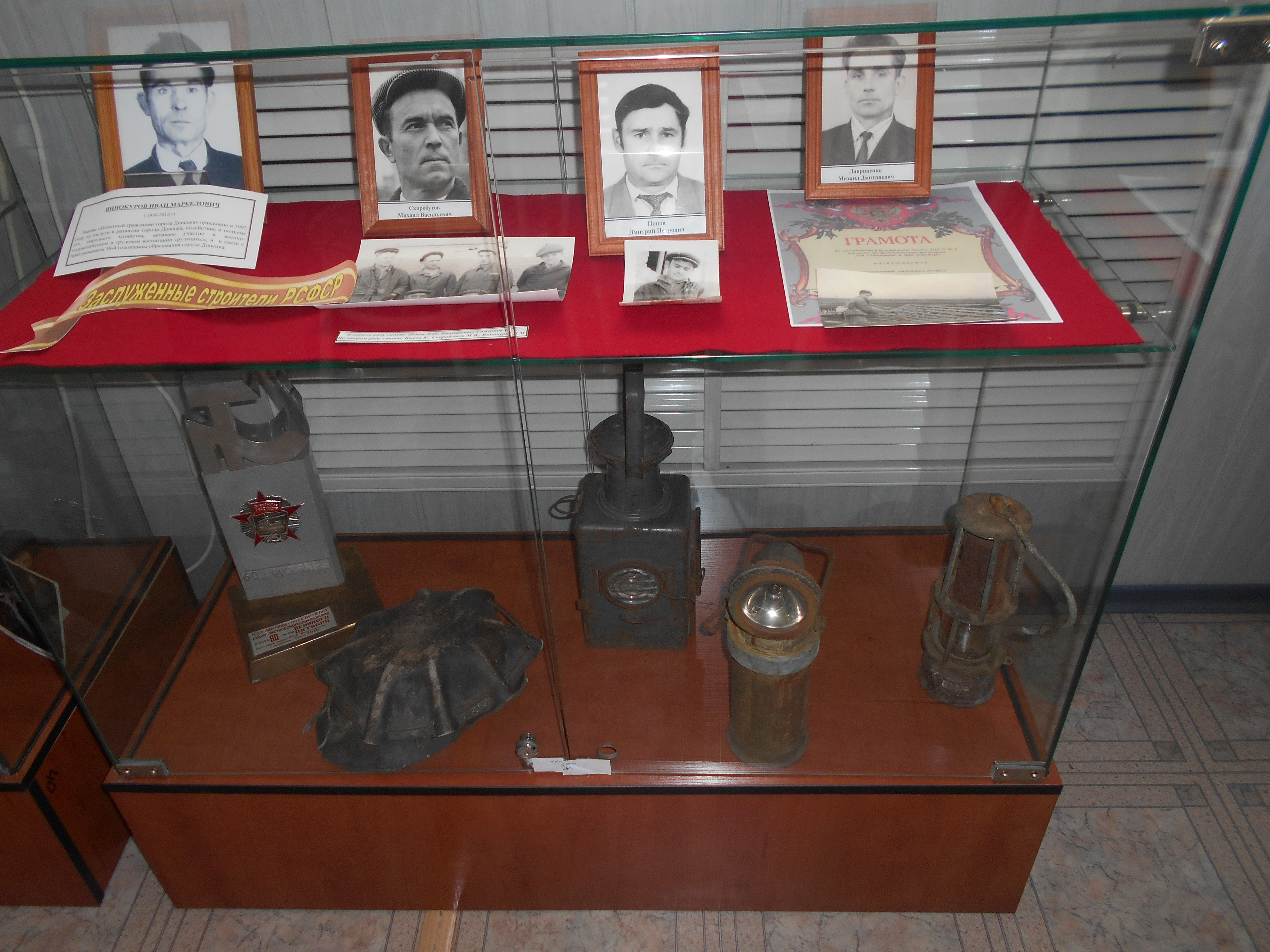
Зал «Вугільна промисловість»
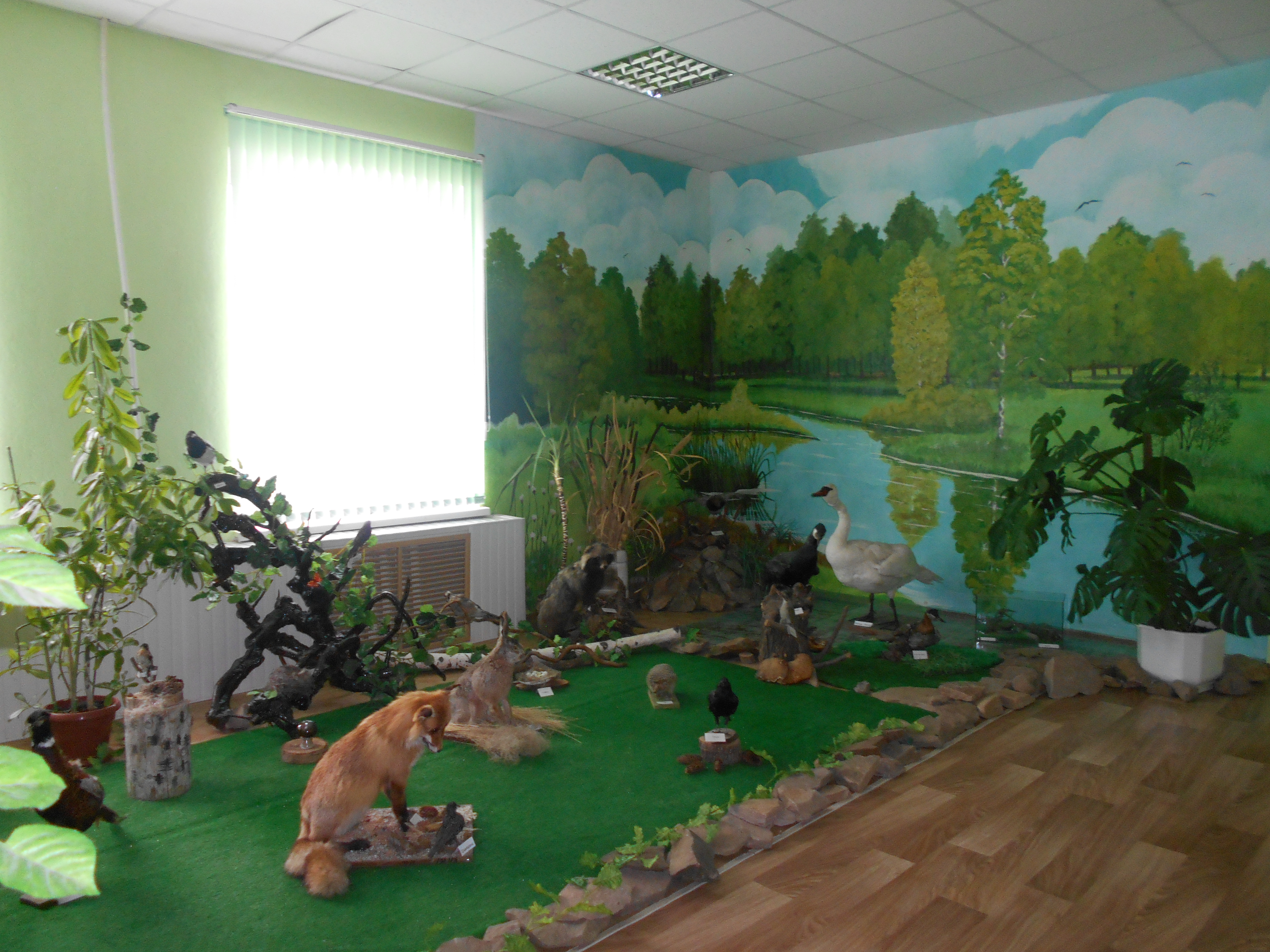
Зал «Природа Донського краю»
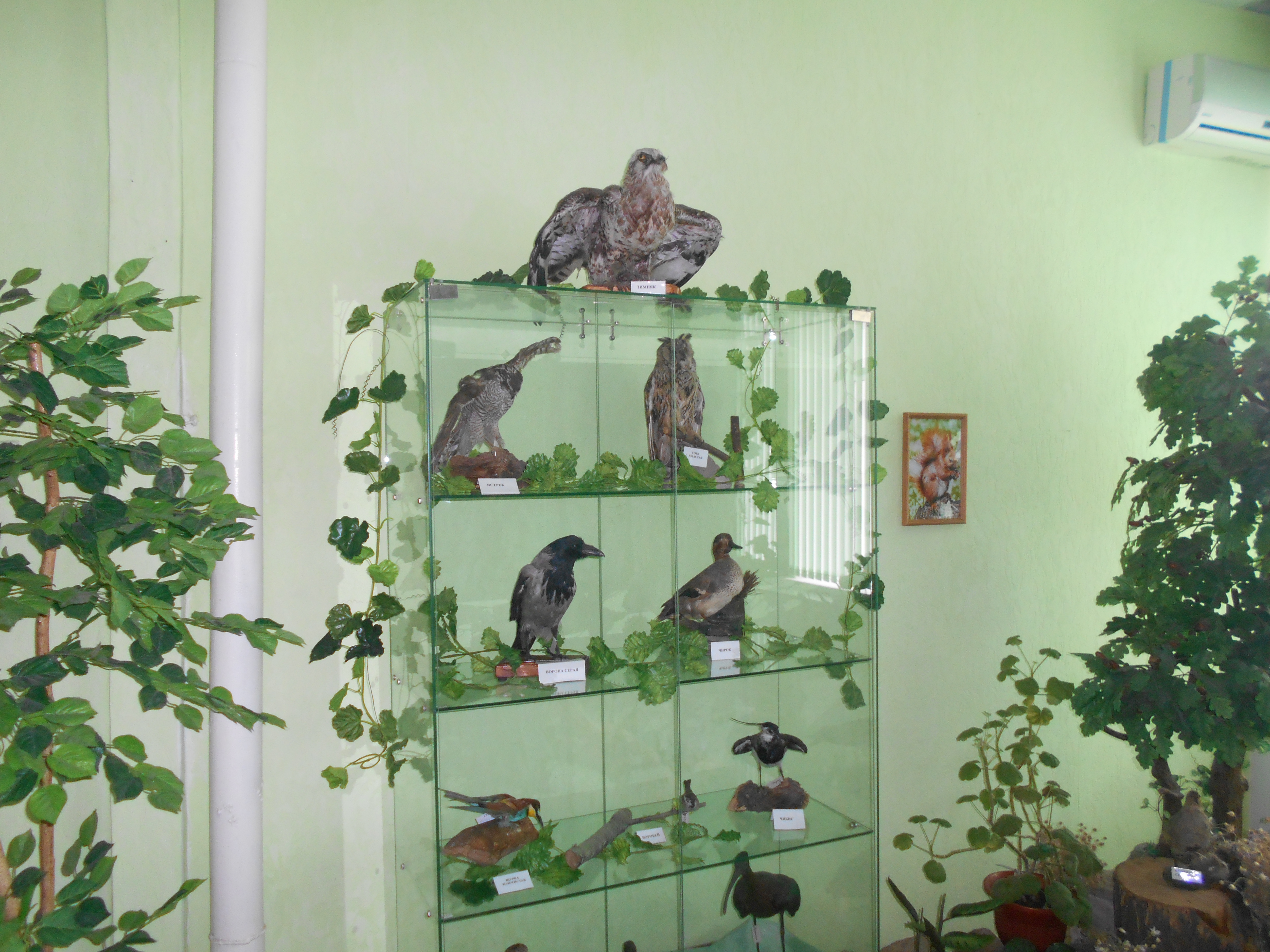
Зал «Природа Донського краю»
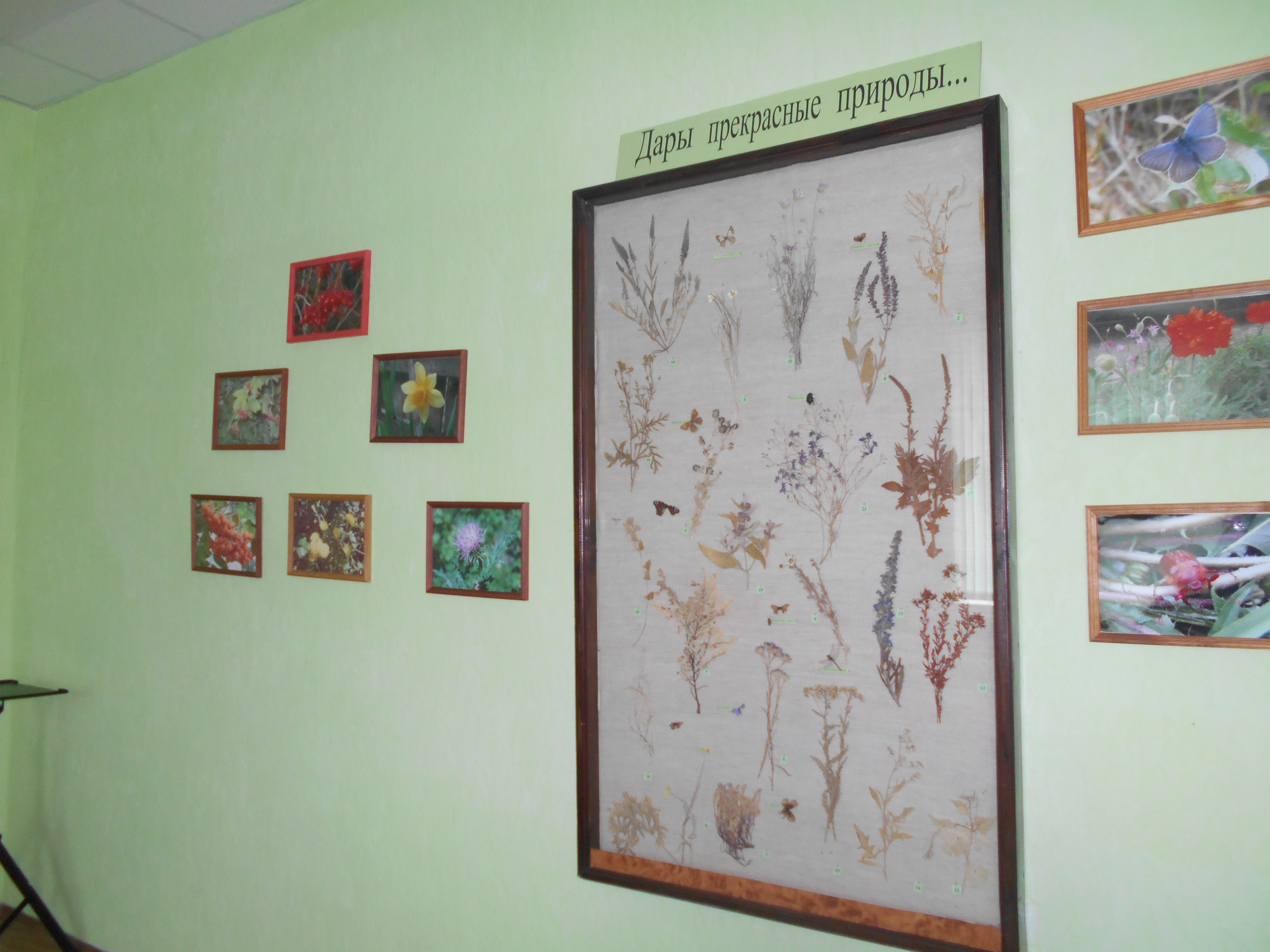
Зал «Природа Донського краю»
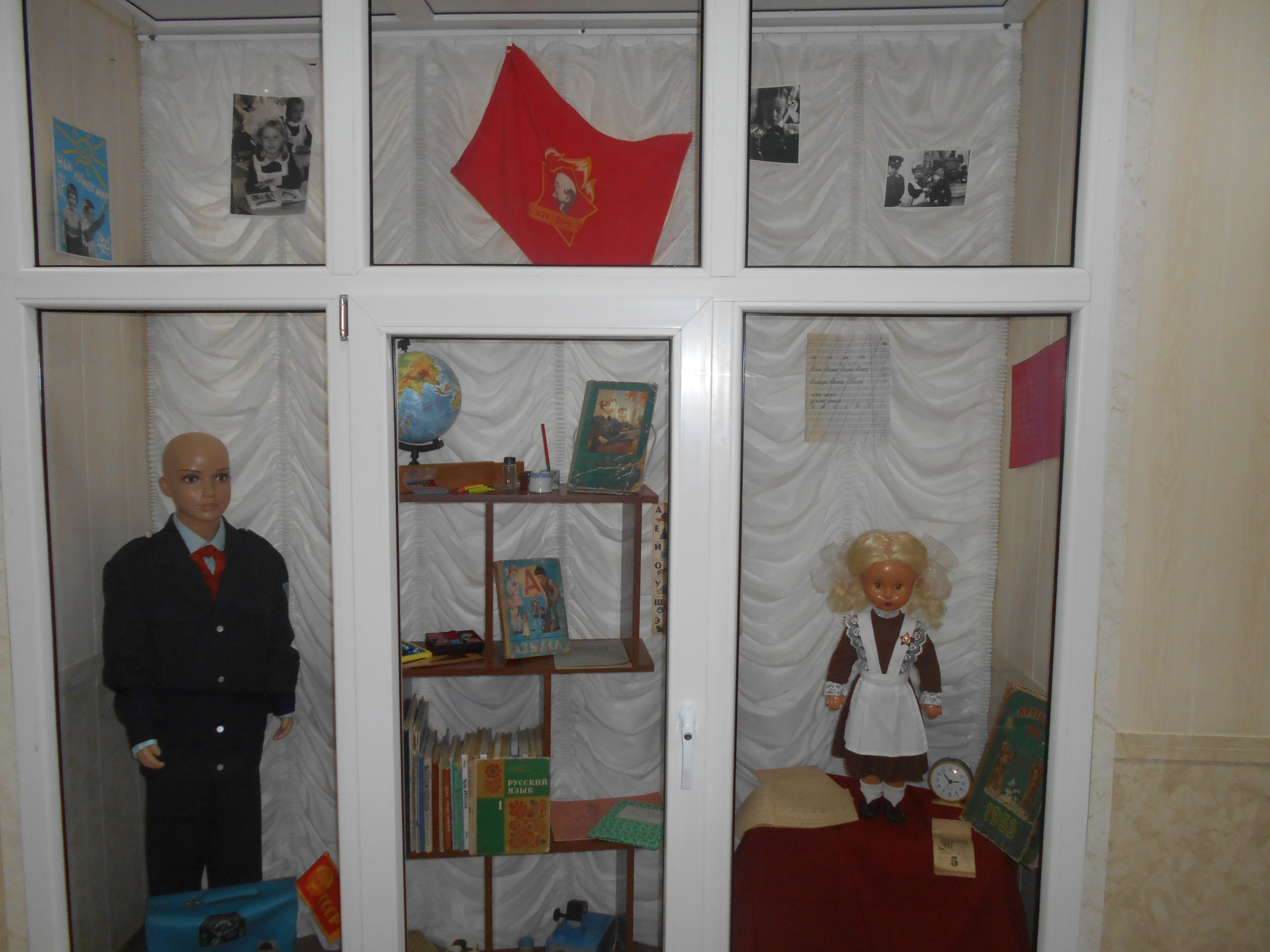
«Виставковий» зал